# Sonam Gyatso
Sonam Gyatso var den förste officiella inkarnationen av Dalai Lama i Gelug-skolan i den tibetanska buddhismen. Då hans två föregångare erkändes retrospektivt som inkarnationer av Dalai Lama så räknas han som den tredje Dalai Lama.
Han föddes 1543 nära Lhasa och erkändes som sin föregångare Gedun Gyatsos reinkarnation, varefter han kröntes i Drepungklostret av sin lärare Panchen Sonam Drakpa.
Det var Sonam Gyatso som lyckades övertyga den mongoliske fursten Altan Khan att stödja Gelug-sekten, vilket ledde till att hela Mongoliet gick över till Gelug-sekten. När Sonam Gyatso besökte Altan Khan i Mongoliet 1578 fick han enligt traditionen titeln Dalai Lama av Altan Khan. Därmed lades grunden för den viktiga Dalai Lama-traditionen.